# 廣本則子
廣本 則子（ひろもと のりこ、8月14日生）は、日本で活動するミュージカル俳優である。四川省広元市出身で現在は日本在住。劇団四季所属。

## 来歴
舞踏学校を卒業後、舞台やミュージカルなどに出演していた。2008年3月に劇団四季オーディション合格に合格し、日本へ移住する。2009年5月26日の『人間になりたがった猫』全国公演アンサンブル10枠で初舞台に出演した。以降ダンサーとして多くの作品に出演しており、2015年には『美女と野獣』静岡公演でダンスキャプテンを務めた。

## 主な出演作品
- 人間になりたがった猫（アンサンブル）
- キャッツ（ヴィクトリア）
- エビータ（アンサンブル）
- アスペクツ・オブ・ラブ（アンサンブル）
- 美女と野獣（アンサンブル、バベット）